# Even if (平井堅單曲)
《even if》（即使），日本男歌手平井堅的第11張單曲。2000年12月6日發行。

## 概述
- 平井堅2000年的第一張單曲。
- 以限期限量的方式販售（聖誕節期間）,目前已經絕版。
- 平井堅每年都會定期舉辦的個人概念演唱會「Ken's Bar」，而歌詞為正好是以酒吧中的場景為題目。
- 在歌迷中流傳（本人也說過），這首單曲已成「Ken's Bar」的代表主題曲。

## 收錄曲目
1. even if
  - 作詞、作曲：平井堅
2. GREEN CHRISTMAS
  - 作詞：平井堅／作曲：234／編曲：URU
  - J-WAVE電台2000年聖誕歌曲

## 外部連結
- Sony Music的作品介紹
  - 通常盤（页面存档备份，存于）